# Urbanos de Nerja
Urbanos de Nerja es el nombre bajo el cual la empresa  de viajes Grupo Verano Azul opera el servicio de autobuses urbanos en el municipio de Nerja (provincia de Málaga, España). Esta empresa tiene la concesión desde 1989.
El servicio está compuesto por tres líneas regulares, de las cuales una, la L2, opera solamente durante los meses de verano. El precio por billete es de 1€ por trayecto.

## Líneas
| Línea | Trayecto               | Primer autobús                                            | Último autobús           |
| ----- | ---------------------- | --------------------------------------------------------- | ------------------------ |
| L1    | Hotel Mónica - Estanco | 9:00 ida / 9:41 vuelta (10:00 y 10:41 sábados y festivos) | 22:00 ida / 22:41 vuelta |
| L2    | Hotel Mónica - Estanco | 9:30 ida / 10:08 vuelta                                   | 13:30 ida / 14:08 vuelta |
| MN    | Marinas de Nerja       | 9:45 ida / 9:55 vuelta                                    | 21:45 ida / 21:55 vuelta |